# Eisenbahnunfall von Santiago de Compostela

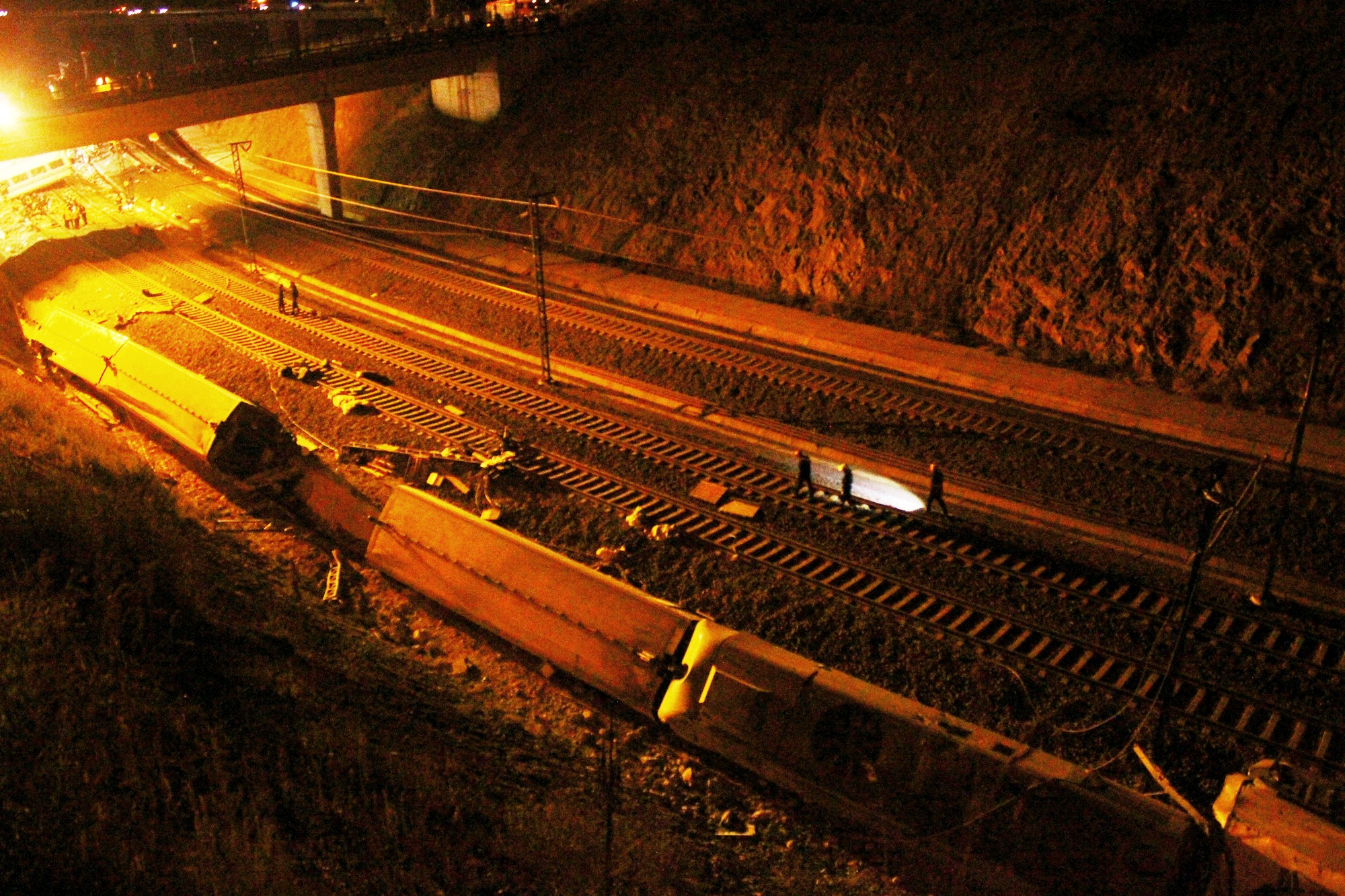
Aus dem Gleisbogen getragene Wagen

Der Eisenbahnunfall von Santiago de Compostela ereignete sich am 24. Juli 2013 nahe der spanischen Stadt Santiago de Compostela, als ein Hochgeschwindigkeitszug wegen stark überhöhter Geschwindigkeit (über das Doppelte der erlaubten 80 km/h) in einem Gleisbogen entgleiste. 80 Menschen starben bei dem Unfall.
Es war der schwerste Eisenbahnunfall in Europa seit dem Unfall von Eschede, der schwerste in Spanien seit dem Unfall von El Cuervo 1972 und der erste Unfall eines Reisezuges auf einer spanischen Hochgeschwindigkeitsstrecke.

## Ausgangslage

### Zug
Am 24. Juli 2013 war der umspurbare Hochgeschwindigkeitszug der Triebzuggattung Alvia der Baureihe 730 (Talgo 250 H) als Zug 01455 der RENFE auf dem Weg von Madrid-Chamartin nach Ferrol. Die Einheiten der Baureihe 730 sind mit dem Zugbeeinflussungssystem ETCS Level 1 ausgerüstet. Dessen Verwendung war jedoch im November 2012 nach einer Probezeit ausgesetzt worden, da Softwareprobleme zu Verspätungen führten. Stattdessen wurde das bisherige Zugbeeinflussungssystem ASFA digital verwendet.
In Ourense war ein Halt vorgesehen und der Lokomotivführer wurde abgelöst. Der Lokomotivführer, der den Zug übernahm, sollte den Zug alleine führen und hatte an diesem Tag bereits einen Zug von Pontevedra über Vigo nach Ourense gefahren. Er war zum Zeitpunkt des Unfalls 52 Jahre alt und arbeitete seit dem 7. November 1981 bei RENFE. Dort hatte er zunächst als Assistent gearbeitet. Nach mehreren Fort- und Weiterbildungen war er bis 2008 als Lokführer auf Güterzügen eingesetzt worden. Anschließend hatte er von 2008 bis 2011 Nahverkehrszüge im Raum Madrid gefahren, ab 2011 schließlich Hochgeschwindigkeitszüge in Galicien.
Der Zug fuhr mit zwei bis drei Minuten Verspätung in Ourense ab (planmäßige Abfahrt: 20:01 Uhr). Für die insgesamt 87,1 km bis Santiago de Compostela waren laut Fahrplan 40 Minuten vorgesehen.
Es befanden sich 218 Reisende sowie vier Bahnangestellte im Zug. Nach anderen Angaben waren es 247 Reisende.

### Eisenbahninfrastruktur
Der Zug befuhr die zum LAV Corredor Galicia gehörende breitspurige Hochgeschwindigkeitsstrecke, die 2011 in Betrieb genommen wurde. Sie war bis Kilometer 80,3 mit ETCS Level 1 ausgerüstet, der anschließende Streckenabschnitt aber nur mit dem spanischen Zugbeeinflussungssystem ASFA. ASFA ist eine punktförmig wirkende Zugbeeinflussung, die statt der mit ETCS möglichen 220 km/h maximal 200 km/h erlaubt. Wenn – wie im vorliegenden Fall – alle Hauptsignale für den Zug Fahrt mit Höchstgeschwindigkeit zeigen, löst ASFA nur beim Überschreiten von 200 km/h eine Zwangsbremsung aus. Eine Überwachung fester Geschwindigkeitswechsel auf der Strecke ist bei ASFA nicht enthalten.
Am Übergang der Hochgeschwindigkeitsstrecke zu der Strecke mit herkömmlicher Ausrüstung standen ein Vorsignal mit dazu gehöriger ASFA-Balise sowie die letzte Eurobalise. Sie sendet lediglich die Information an einen entsprechend ausgestatteten Zug, dass die automatische Fahrkontrolle von ETCS an dieser Stelle endet.
Vor der Einfahrt in den Bahnhof von Santiago de Compostela führt die Strecke durch den nach links führenden A-Grandeira-Bogen mit einem Radius von 402 m, der für eine Höchstgeschwindigkeit von 80 km/h ausgelegt ist. Etwa 100 m davor steht bei Kilometer 84,1 ein Hauptsignal.
Betreiber der Infrastruktur ist die ADIF.

### Vorschriften
Telefonate von Lokomotivführern während der Fahrt sind nur in dringenden Notfällen erlaubt.

## Unfallhergang

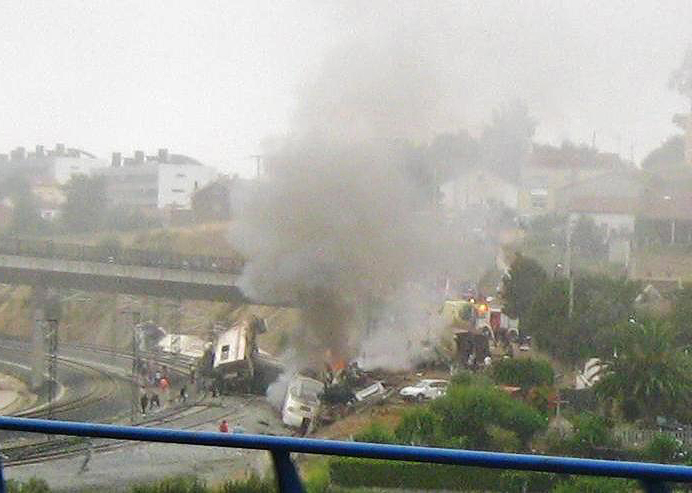
Aufnahme des Unfallortes von der Autobahn AP-9 mit brennenden Wagen

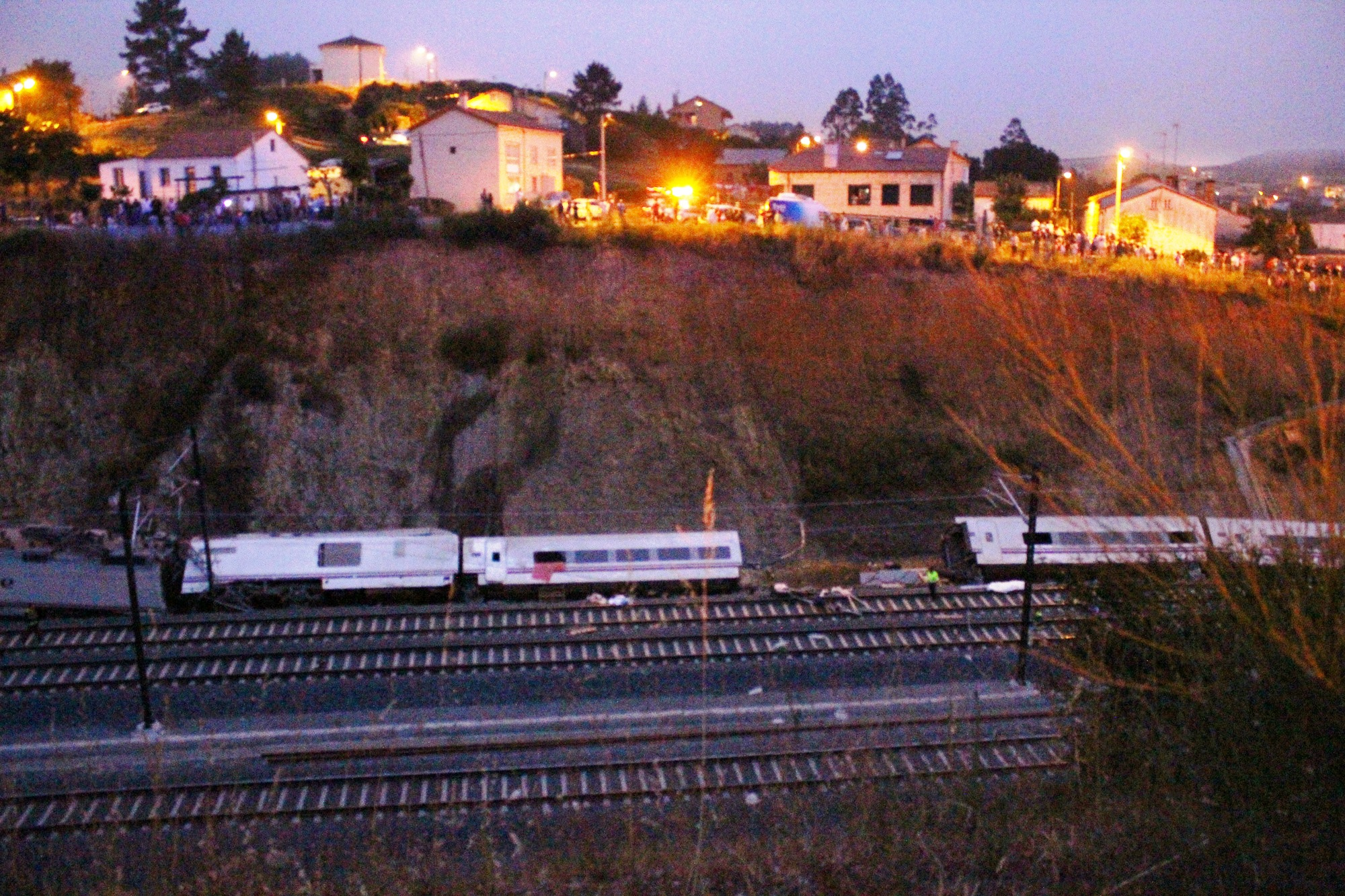
Entgleiste Wagen des Zugs

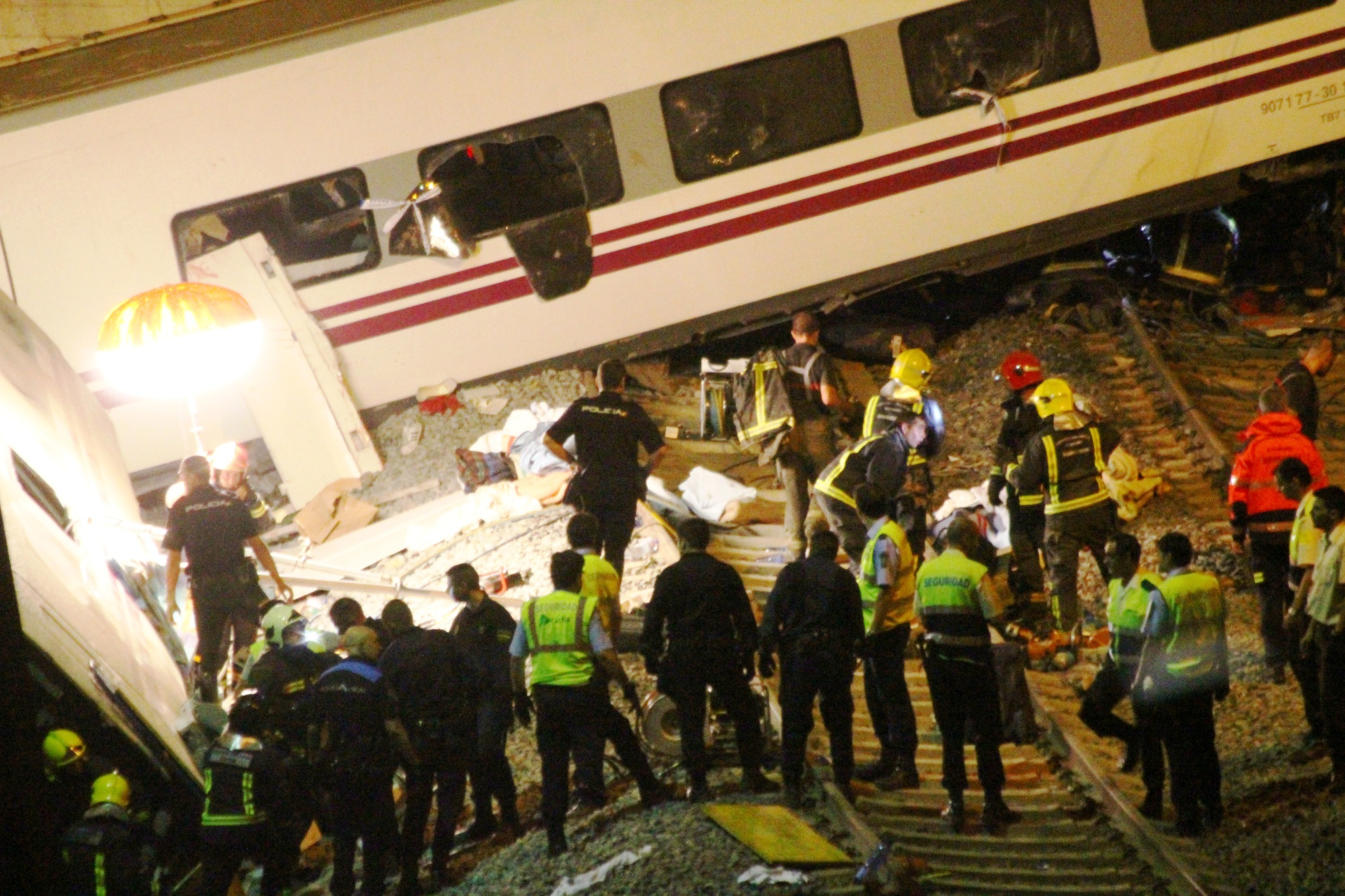
Rettungskräfte an der Unfallstelle

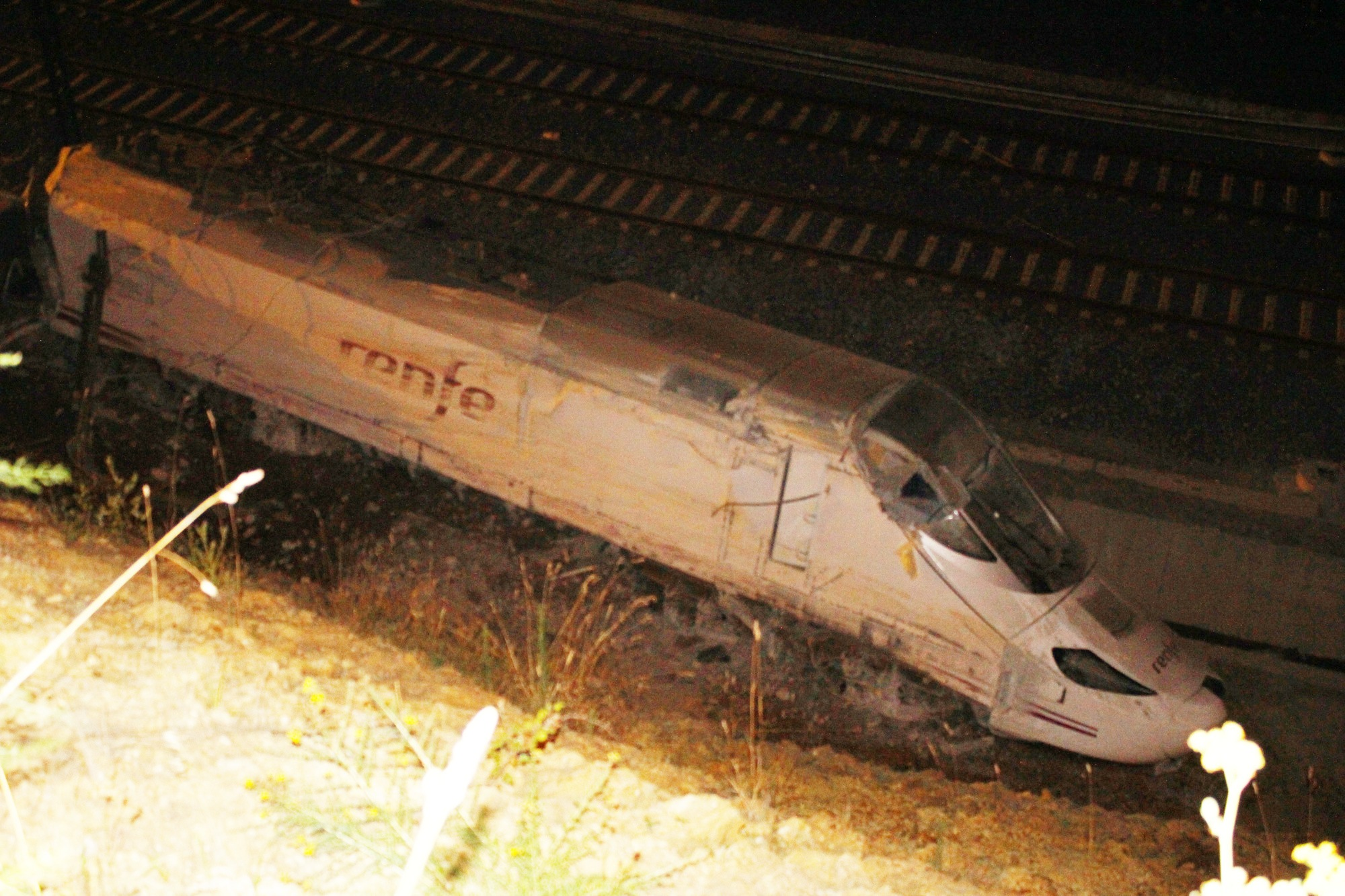
Entgleister Triebkopf

### Unmittelbar vor der Entgleisung
Der Zug hatte wenige Minuten Verspätung und war mit 199 km/h unterwegs, als bei Streckenkilometer 77,79 um 20:39:06 Uhr das Mobiltelefon des Lokführers klingelte. Er nahm einen Anruf des Zugführers an und begann um 20:39:15 mit diesem zu sprechen.
Nach 37 Sekunden ertönte beim Überfahren der ASFA-Balise des Vorsignals E7 bei Kilometer 80,33 der akustische Hinweis, dass das Hauptsignal E7 bei Kilometer 84,1 Freie Fahrt zeige. Laut Buchfahrplan hätte der Lokomotivführer ab dieser Stelle die Geschwindigkeit bis zum Hauptsignal auf 80 km/h verringern müssen.
Während der Lokführer am Telefon sprach, fuhr der Zug mit unverminderter Geschwindigkeit durch den vorletzten Tunnel vor dem Hauptsignal. Als der Zug um 20:40:55 Uhr den letzten Tunnel bei Kilometer 83,82 weiterhin mit knapp 200 km/h durchfuhr, endete das Telefonat mit einem lauten Aufschrei des Lokführers. Der Zug befand sich noch ungefähr 300 m vor dem Hauptsignal und dem fast unmittelbar anschließenden A-Grandeira-Bogen. Der Lokführer erkannte in diesem Moment, dass der Zug mit weit überhöhter Geschwindigkeit unterwegs war. Er gab später bei der Vernehmung an, dass er einen Aussetzer gehabt habe und sich nicht im Klaren gewesen sei, wo sich der Zug auf der Strecke befand. Eine Sekunde später folgte ein optischer und akustischer Hinweis für die nach dem Gleisbogen folgende Weiche, weitere drei Sekunden später erreichte der Zug den Tunnelausgang, wo der Lokführer bei einer Geschwindigkeit von 195 km/h die Schnellbremsung einleitete.

### Entgleisung
Der Zug passierte das auf Freie Fahrt stehende Hauptsignal, unterquerte die Autobahn bei Kilometer 84,2 und fuhr in den Gleisbogen ein. Die ersten Wagen des Zuges entgleisten um 20:41:06 Uhr bei Kilometer 84,41 mit einer Geschwindigkeit von 179 km/h. Vier Sekunden später betätigte der Lokführer bei Kilometer 84,59 den Notausschalter, unmittelbar danach entgleiste unter einer Straßenbrücke der Triebkopf, noch immer 153 km/h schnell.
Vier der Personenwagen überschlugen sich. Ein Wagen wurde völlig zerstört, einer auseinandergerissen, ein weiterer fing durch auslaufenden Dieselkraftstoff des Generatorwagens Feuer.
Eine Überwachungskamera zeichnete den Unfall auf.

## Folgen

### Unmittelbare Folgen
80 Menschen starben, 74 davon noch am Unfallort, 140 weitere Menschen wurden verletzt, sechs davon starben später im Krankenhaus.
Am Morgen nach dem Unfall nahmen spanische Behörden, unter anderem die Ermittlungsbehörde für Eisenbahnunfälle, Comisión de Investigación de Accidentes Ferroviarios (CIAF), die Ermittlungen auf.
Der Lokführer wurde im Führerraum eingeklemmt und leicht verletzt. Per Zugfunk sagte er: „Ich hoffe, es gibt keine Toten, denn ich hätte sie auf dem Gewissen.“ Er half später bei den Rettungsarbeiten.

### Trauer
Der Tag nach dem Unfall, der 25. Juli, ist der Jakobstag, das Fest des Heiligen Jakob, des Schutzpatrons von Santiago de Compostela. Die Feierlichkeiten wurden abgesagt. Viele der Reisenden im Zug hatten sich auf dem Weg zu den Feiern in Santiago de Compostela befunden. An diesem Tag besuchte die spanische Verkehrsministerin Ana Pastor die Unfallstelle. Auch der aus Santiago de Compostela gebürtige Ministerpräsident Mariano Rajoy besuchte am 25. Juli 2013 den Unfallort und rief eine dreitägige Staatstrauer aus.
Am 29. Juli 2013 fand ein Trauergottesdienst in der Kathedrale von Santiago de Compostela statt, der von dem Erzbischof von Santiago, Julián Barrio, geleitet wurde. Unter anderem nahmen daran der damalige Kronprinz von Spanien, Felipe, dessen Frau Letizia, die älteste Tochter des damaligen Königs Juan Carlos I., Elena, und Spaniens Ministerpräsident Mariano Rajoy teil.

### Untersuchung
Nach den Untersuchungen war der Lokomotivführer durch ein Telefonat auf dem Handy abgelenkt und versäumte es, den Zug von 180 km/h auf die zulässige Geschwindigkeit von 80 km/h abzubremsen.

### Änderungsvorschläge
Die spanische Lokführergewerkschaft Semaf kritisierte die fehlende Sicherheitseinrichtung beim Übergang von der Hochgeschwindigkeits- auf die Normalstrecke, insbesondere das Fehlen von ETCS. Die Kritik wurde vom zuständigen Ministerium für öffentliche Arbeiten zurückgewiesen. Diese Haltung scheint sich nach dem Regierungswechsel im Juni 2018 zu ändern.
Die CIAF empfahl die Einführung von Geschwindigkeitsprüfabschnitten mit ASFA-Balisen bei großer Geschwindigkeitsdifferenz. An Stellen, wo auf freier Strecke die Streckengeschwindigkeit abgesenkt wird, soll dies am Gleis signalisiert werden. An der Unfallstelle wurde das nach wenigen Tagen umgesetzt und sollte auf weitere ähnliche Gefahrenstellen ausgedehnt werden. An der Unfallstelle wurde zunächst eine Langsamfahrstelle mit einer Höchstgeschwindigkeit von 30 km/h eingerichtet. Vor der Langsamfahrstelle befindet sich eine Balise, die die Geschwindigkeit auf 60 km/h begrenzt, fünf Kilometer vor dieser wurde eine weitere eingebaut, die das Einhalten der dort vorgeschriebenen Höchstgeschwindigkeit von 160 km/h überwacht.
Die Europäische Eisenbahnagentur hat Spanien nach dem Unfall wegen der fehlenden Unabhängigkeit der CIAF von der politischen Aufsicht durch das zuständige Ministerium für öffentliche Arbeiten scharf gerügt.

### Juristische Aufarbeitung

#### Strafverfahren
Die Ermittlungen dauerten fast acht Jahre, da gegen eine Reihe von Personen Untersuchungen erfolgten. Dies waren:
- der Triebfahrzeugführer. Er wurde zunächst festgenommen und am 28. Juli 2013 unter Auflagen freigelassen.[28]
- drei hohe Beamte von ADIF[Anm. 4] und RENFE und
- drei Techniker der in öffentlicher Trägerschaft befindlichen Beratungsfirma Ineco.

Schließlich wurde Anklage gegen den Triebfahrzeugführer und den für die Inbetriebnahme der Hochgeschwindigkeitsstrecke verantwortlichen Adif-Direktor für Verkehrssicherheit erhoben. Der Prozess vor dem zweiten Strafgericht von Santiago de Compostela war von Oktober 2022 bis Juli 2023. Am 26. April 2024 wurde das Urteil verkündet. Die Angeklagten wurden wegen 79-facher Tötung und 143-facher grob fahrlässiger Verletzung zu zweieinhalb Jahren Gefängnis verurteilt. Die beiden verurteilten Parteien müssen den Opfern 25 Mio. Euro Entschädigung zahlen, wobei die Versicherungsgesellschaften der Arbeitgeber direkt haften.

#### Zivilprozess (Schadenersatz)
Die Angehörigen kritisieren die ihrer Meinung nach unzureichende Aufklärung. In einem Gedenkakt zum ersten Jahrestag des Unfalls verweigerten die Angehörigen eine Auszeichnung für die Opfer aus Protest gegen die unzulänglichen Ermittlungen. Die Angehörigen haben sich inzwischen in zwei Vereinigungen zusammengeschlossen und die RENFE zivilrechtlich auf Schadensersatz in Millionenhöhe verklagt. Die RENFE wiederum will Schadensersatz von der ADIF, weil die Strecke nur mangelhaft mit Sicherungsanlagen ausgestattet gewesen sei. Die konservative Regierung unter Mariano Rajoy aber verhinderte eine gerichtliche Auseinandersetzung der beiden staatlichen Einrichtungen. Nach dem Regierungswechsel am 2. Juni 2018 und der Übernahme der Regierung durch die sozialistische Partei hat der neue, für den Verkehr zuständige Minister der öffentlichen Arbeiten, José Luis Ábalos, eine vollständige Aufklärung zugesagt. Damit werden bei RENFE und ADIF derzeit noch zurückgehaltene Unterlagen für den Zivilprozess zugänglich.